# Dairella californica
Dairella californica är en kräftdjursart som först beskrevs av Carl Erik Alexander Bovallius 1885.  Dairella californica ingår i släktet Dairella och familjen Dairellidae. Inga underarter finns listade i Catalogue of Life.